# Just a Baby Boy
Just a Baby Boy è un singolo del rapper Snoop Dogg, interpretato insieme a Tyrese e Mr. Tan. Il brano è stato pubblicato nel 2001 ed estratto dalla colonna sonora del film Baby Boy - Una vita violenta. Inoltre è presente nel secondo album in studio di Tyrese, ossia 2000 Watts.

## Tracce
1. Just a Baby Boy (Radio Edit) (with Tyrese featuring Mr. Tan) — 4:00
2. Just a Baby Boy (Instrumental) — 4:16
3. Just a Baby Boy (Call-Out Hook) (with Tyrese featuring Mr. Tan) — 0:24
4. Just a Baby Boy (Hip-Hop Mix) (Radio Edit) (with Tyrese featuring Mr. Tan) — 4:00